# جوديث بيرنستاين
جوديث بيرنستاين (بالإنجليزية: Judith Bernstein)‏ هي فنانة تشكيلية أمريكية، ولدت في 14 أكتوبر 1942 في نيويورك في الولايات المتحدة.